# 오랑주 고대극장

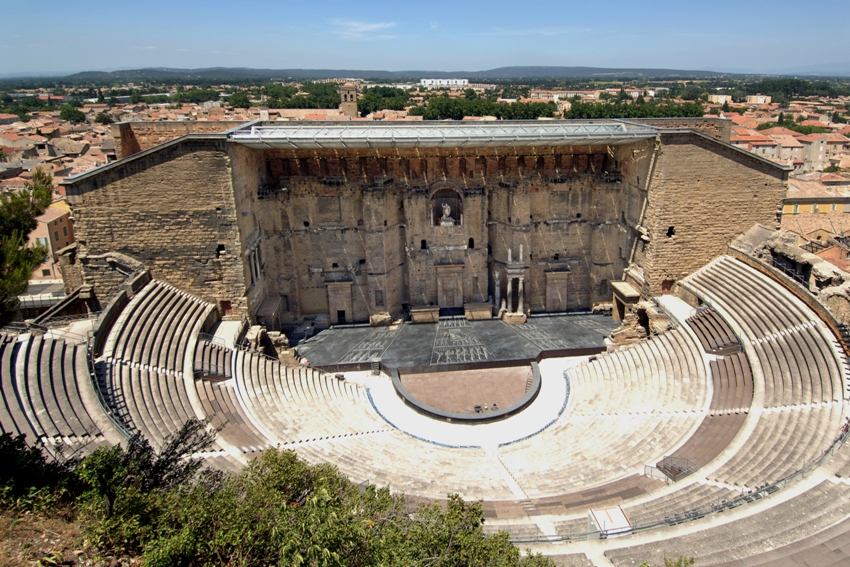
오랑주 고대극장

오랑주 고대극장(프랑스어: Théâtre antique d'Orange)은 프랑스 남부 보클뤼즈주 오랑주에 있는 고대극장으로, 유네스코의 세계유산에 등록되어 있다. 극장은 다른 도시의 동종의 유적에 비해 보존 상태가 좋은 것으로 알려져 있다.

## 개요
1세기 아우구스투스의 통치 하에서 건조된 것이며, 1951년에 3.55미터의 아우구스투스 상도 발견되었다. 이 동상은 현재 원래 놓여 있던 장소로 추측된다 벽감에 담겨있다. 이 극장의 수용 인원은 8,000명에서 10,000명 정도였던 것으로 추측되고 있다.
4세기에 극장은 버려진 폐허가 되었다가, 중세에는 방어 거점으로도 이용되었다. 1869년부터는 매년 여름 예술 축제가 개최되고 있다. 당초 로마 영화제(fêtes romaines)라고 명명했던 축제는 1902년에 코레지(Chorégies d'Orange)로 개칭되어 현재에 이어지고 있다.